# George Frederick Bodley
George Frederick Bodley (Kingston upon Hull, 14 marzo 1827 – Water Eaton, Oxfordshire, 21 ottobre 1907) è stato un architetto britannico del movimento Gothic Revival.

## Biografia
Bodley era il figlio più giovane di William Hulme Bodley, medico dell’Hull Royal Infirmary di Hull, che nel 1838 si trasferì a Brighton, città natale della moglie. Fu apprendista presso l'architetto sir George Gilbert Scott, che lo influenzò verso il gusto neogotico. È considerato il leader del rinnovato interesse per il design tardomedievale inglese e nordeuropeo, nonché un pioniere nel revival dello stile Queen Anne. Bodley espose alla Royal Academy dal 1854. Fu eletto membro associato nel 1881 e accademico a pieno titolo nel 1902.
Negli anni 1860 instaurò un rapporto professionale con William Morris, per cui disegnò vetrate e carte da parati. Verso la fine del decennio iniziò a collaborare con la ditta Burlison and Grylls per le vetrate delle chiese, e dal 1969, per ben ventotto anni, con Thomas Garner, progettando edifici universitari a Oxford e Cambridge, residenze di campagna e chiese in tutto il Regno Unito , ma anche la cattedrale di Saint David a Hobart, Tasmania, e contribuì al progetto della Washington National Cathedral a Washington.
Nel 1874, fondò Watts & Co. con Garner e George Gilbert Scott Jr. Nel 1902, Bodley fu giudice del concorso per il progetto della cattedrale di Liverpool, che selezionò il giovane Giles Gilbert Scott. Uno dei suoi ultimi progetti fu la cappella della Bedford School, la cui prima pietra fu posata nel maggio 1907, poco prima della sua morte. Un altro progetto significativo fu la St Chad’s Church a Burton upon Trent, completata dal suo partner Cecil Greenwood Hare dopo la sua morte. Morì il 21 ottobre 1907 a Water Eaton, Oxfordshire, e fu sepolto nel cimitero della chiesa di St James a Kinnersley, Herefordshire.

## Alcune opere

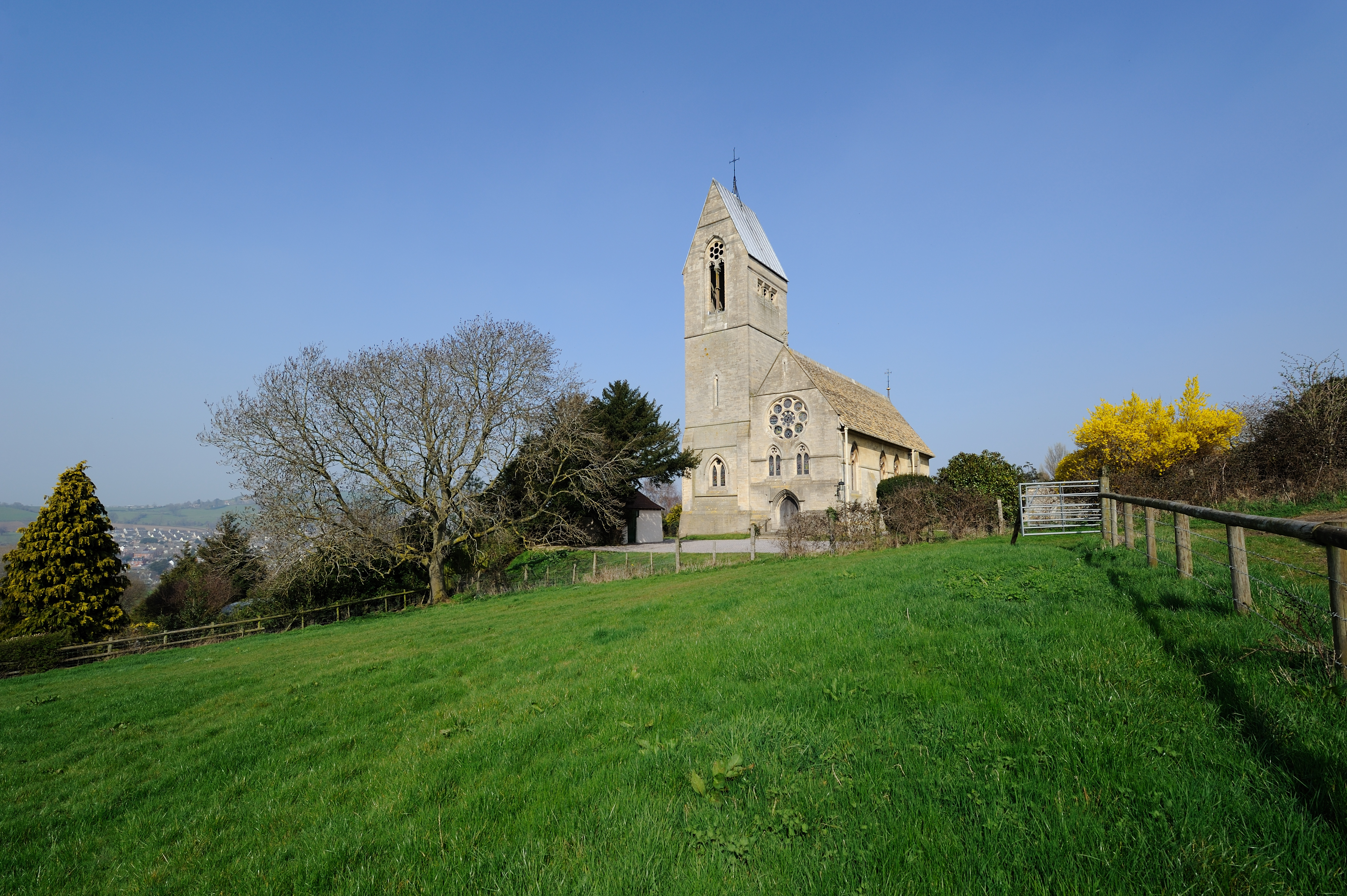
Church of All Saints, Selsley
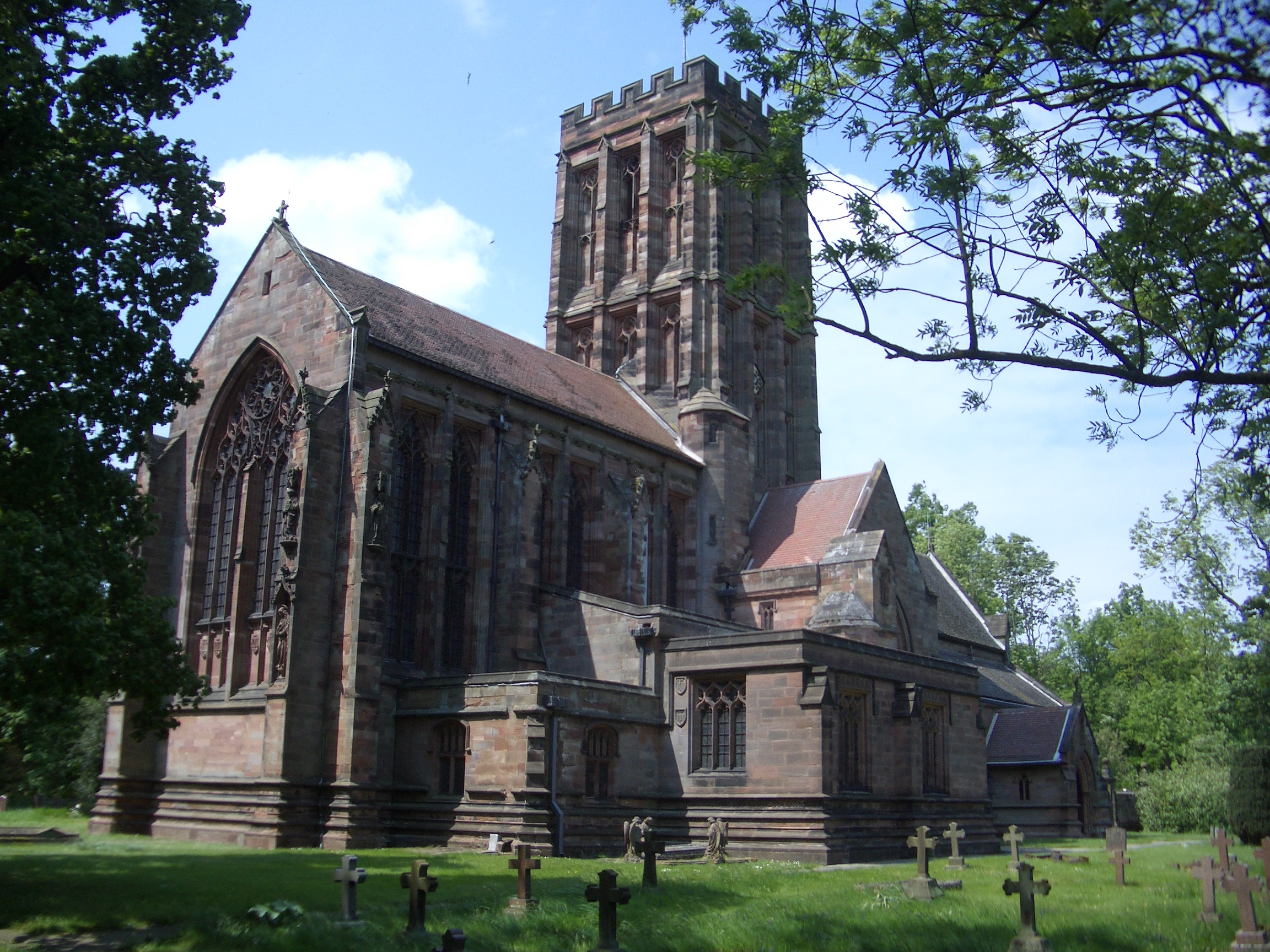
Church of the Holy Angels, Hoar Cross
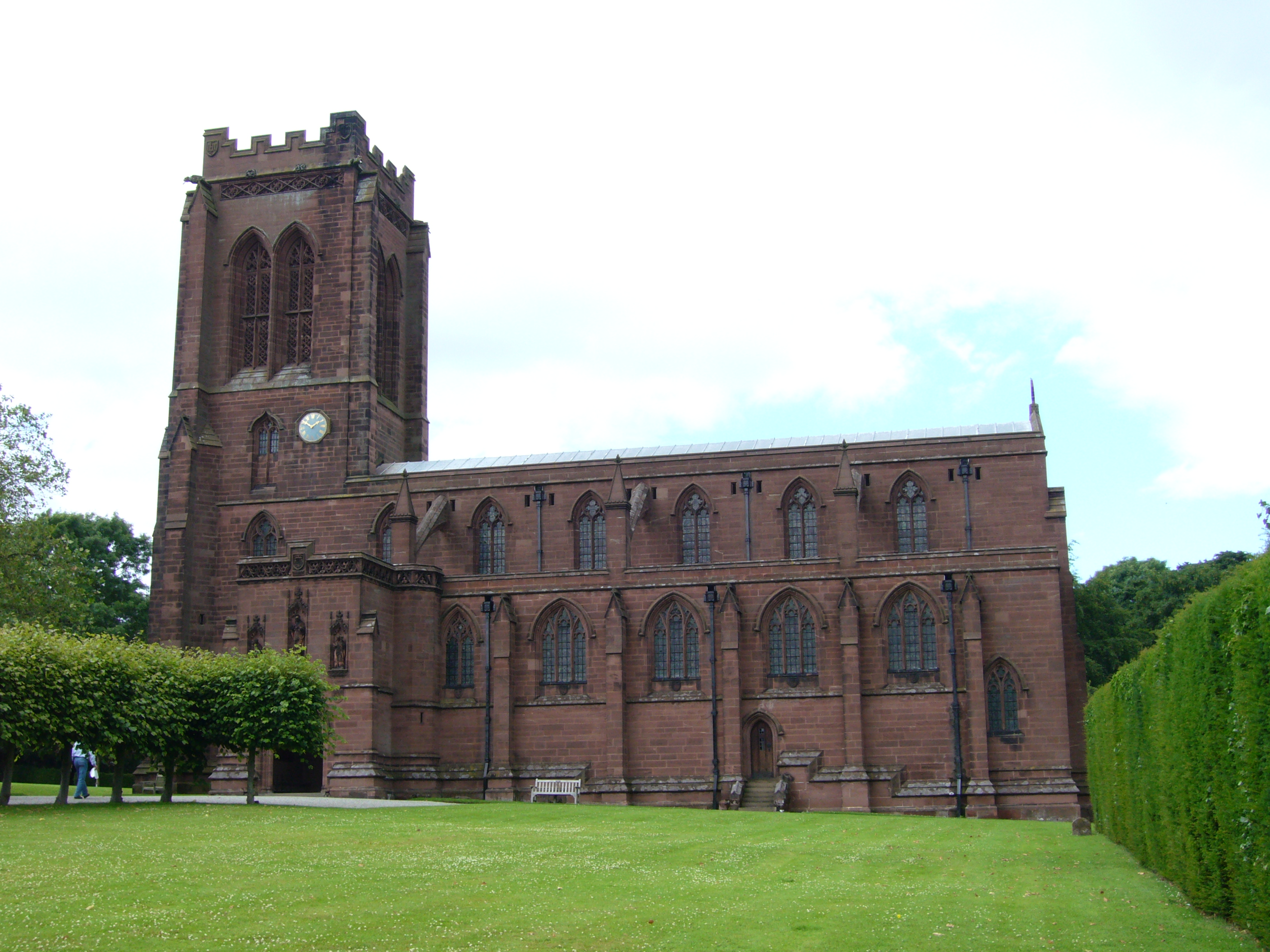
St Mary's Church, Eccleston
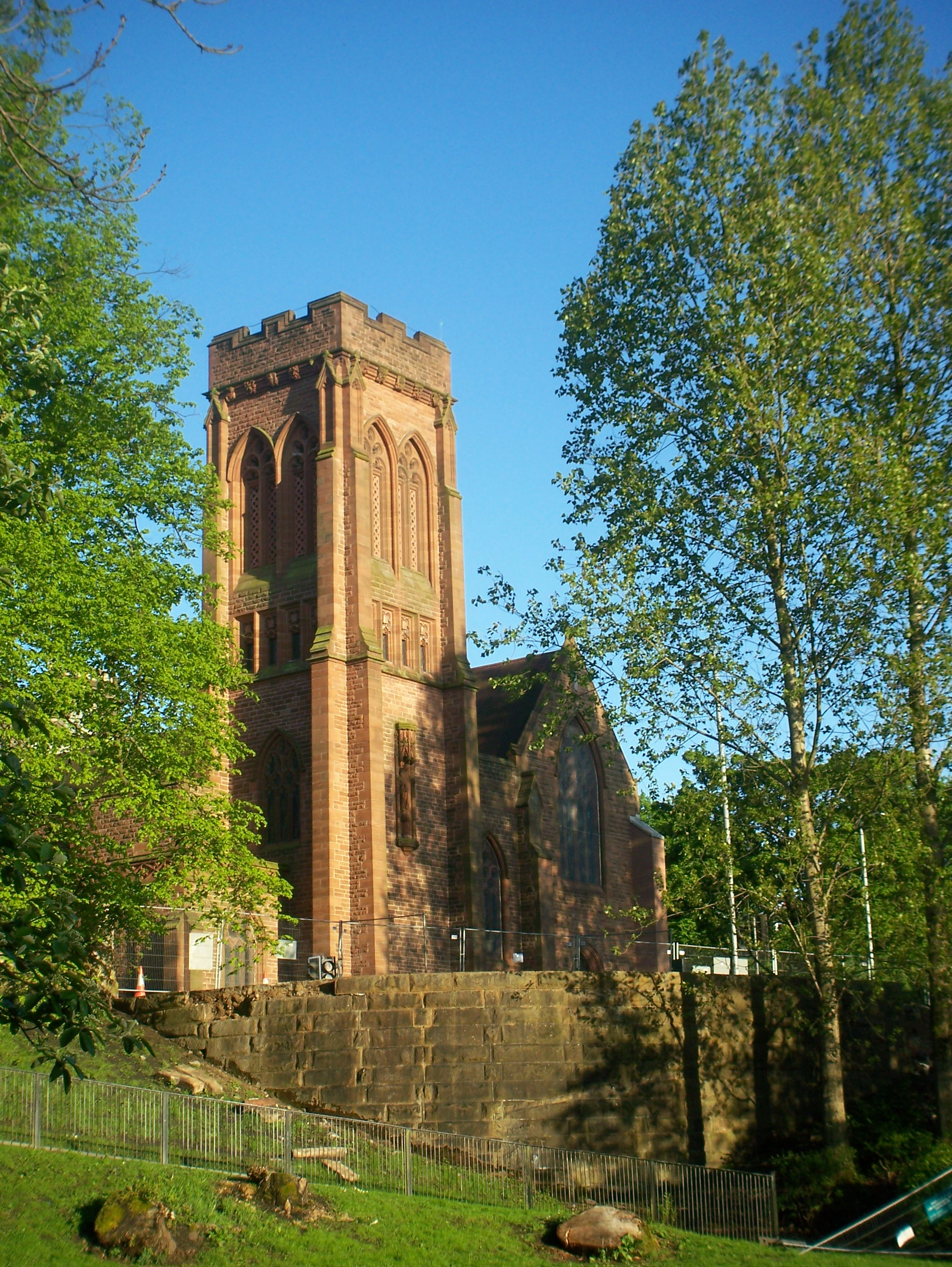
St Bride's Episcopal Church, Glasgow
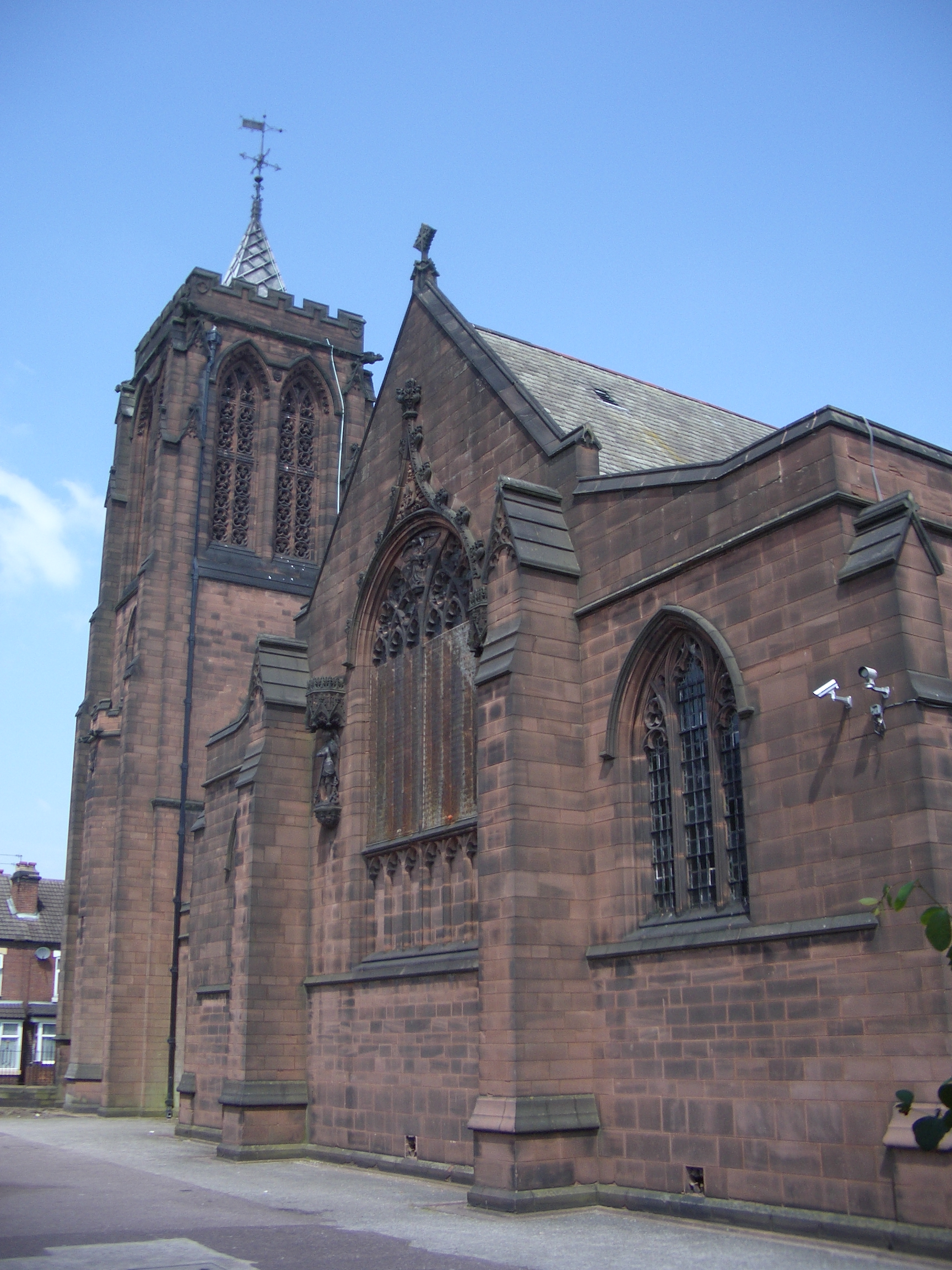
St Chad's, Burton upon Trent
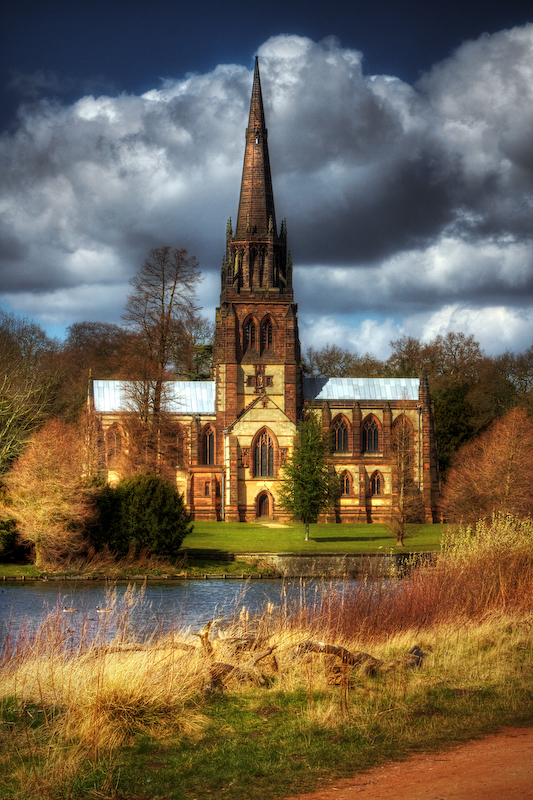
Clumber Park Chapel
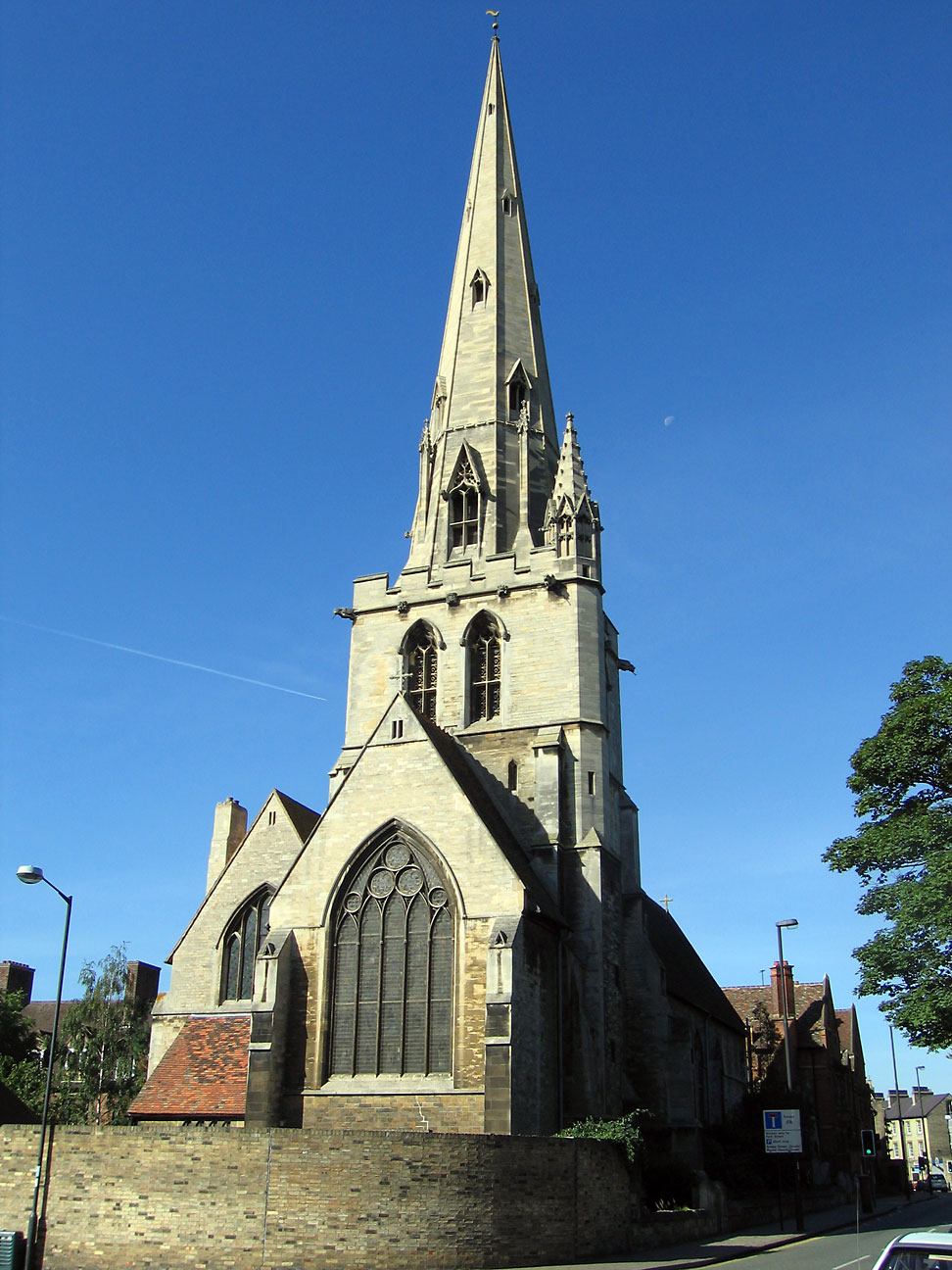
All Saints' Church, Cambridge
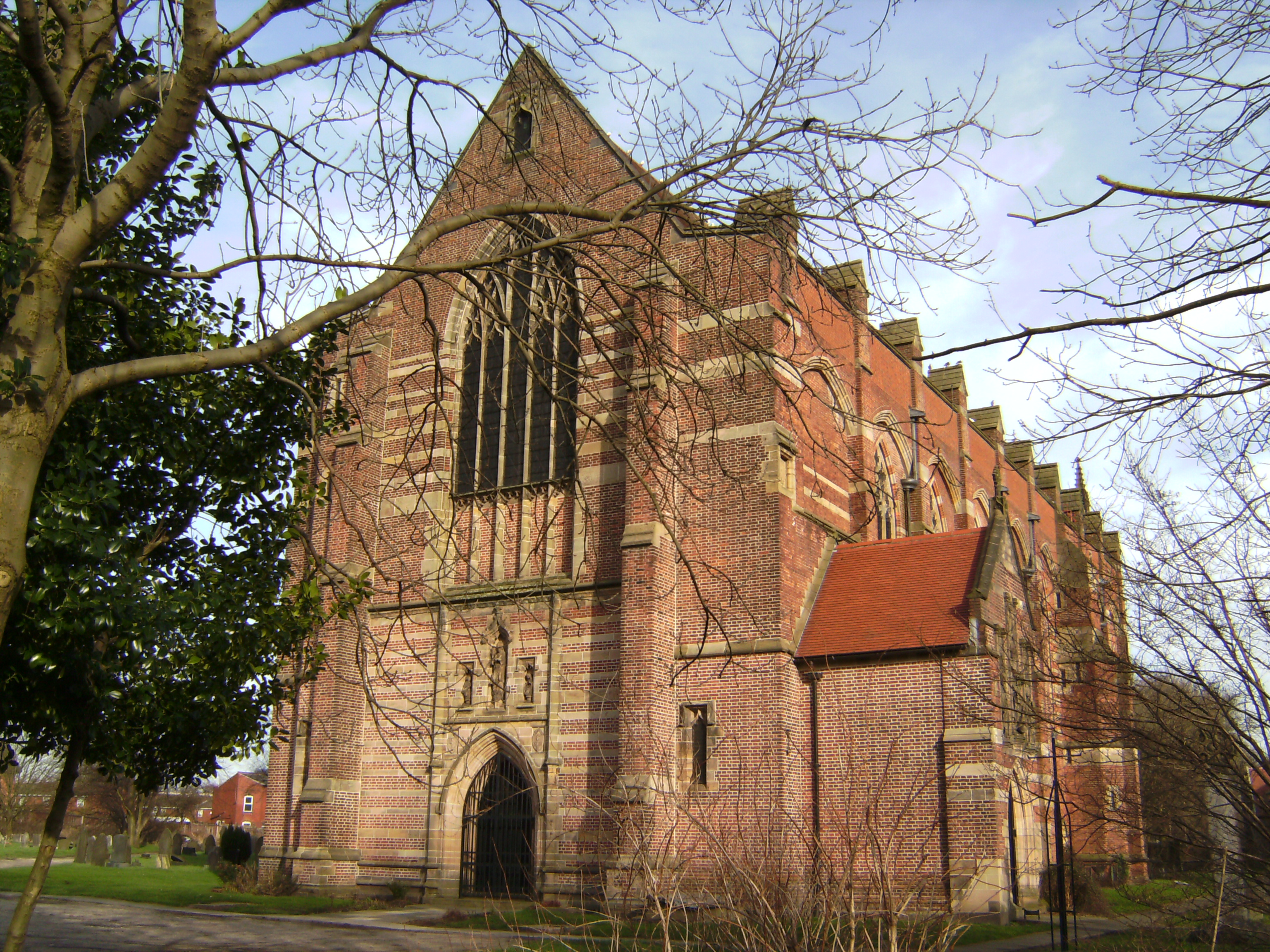
St Augustine's Church, Pendlebury
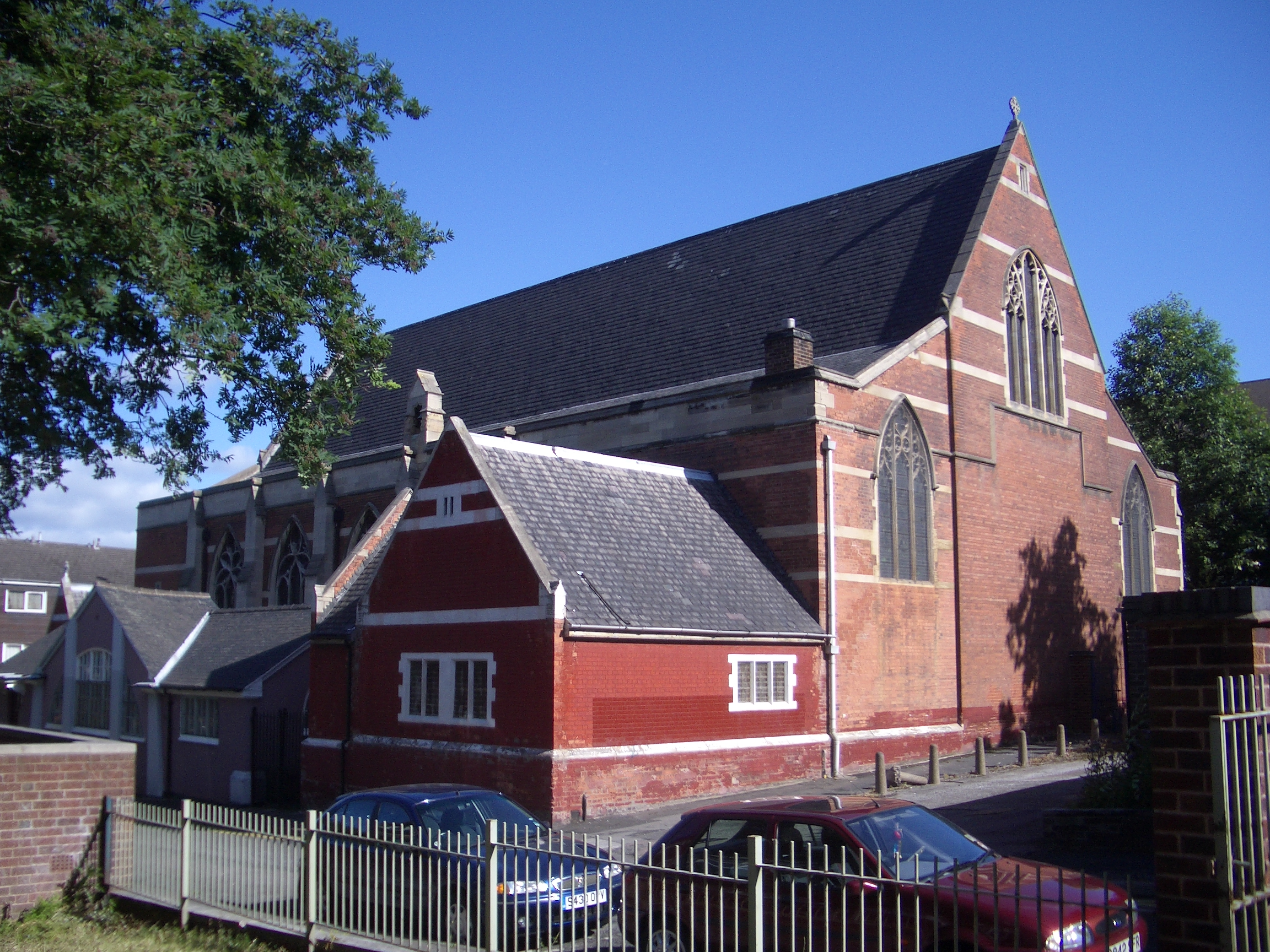
St Alban's Church, Sneinton, Nottingham
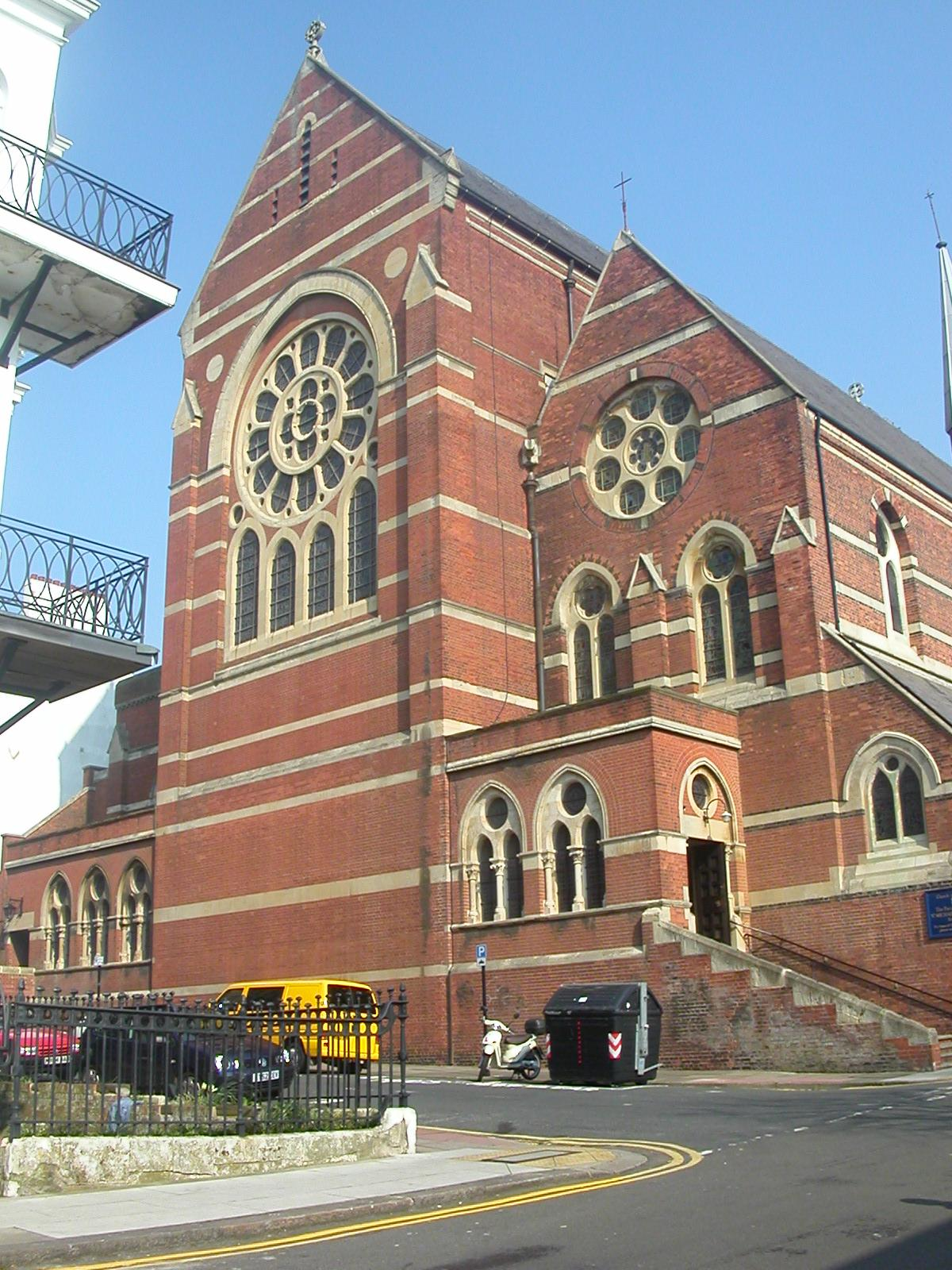
St Michael and All Angels' Church, Brighton
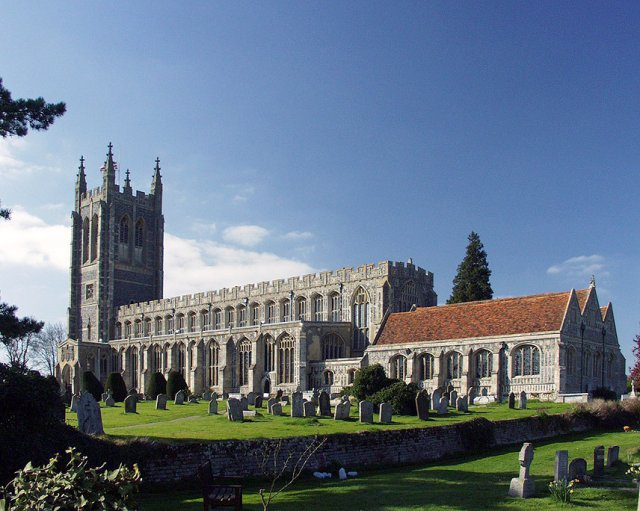
Holy Trinity Church, Long Melford
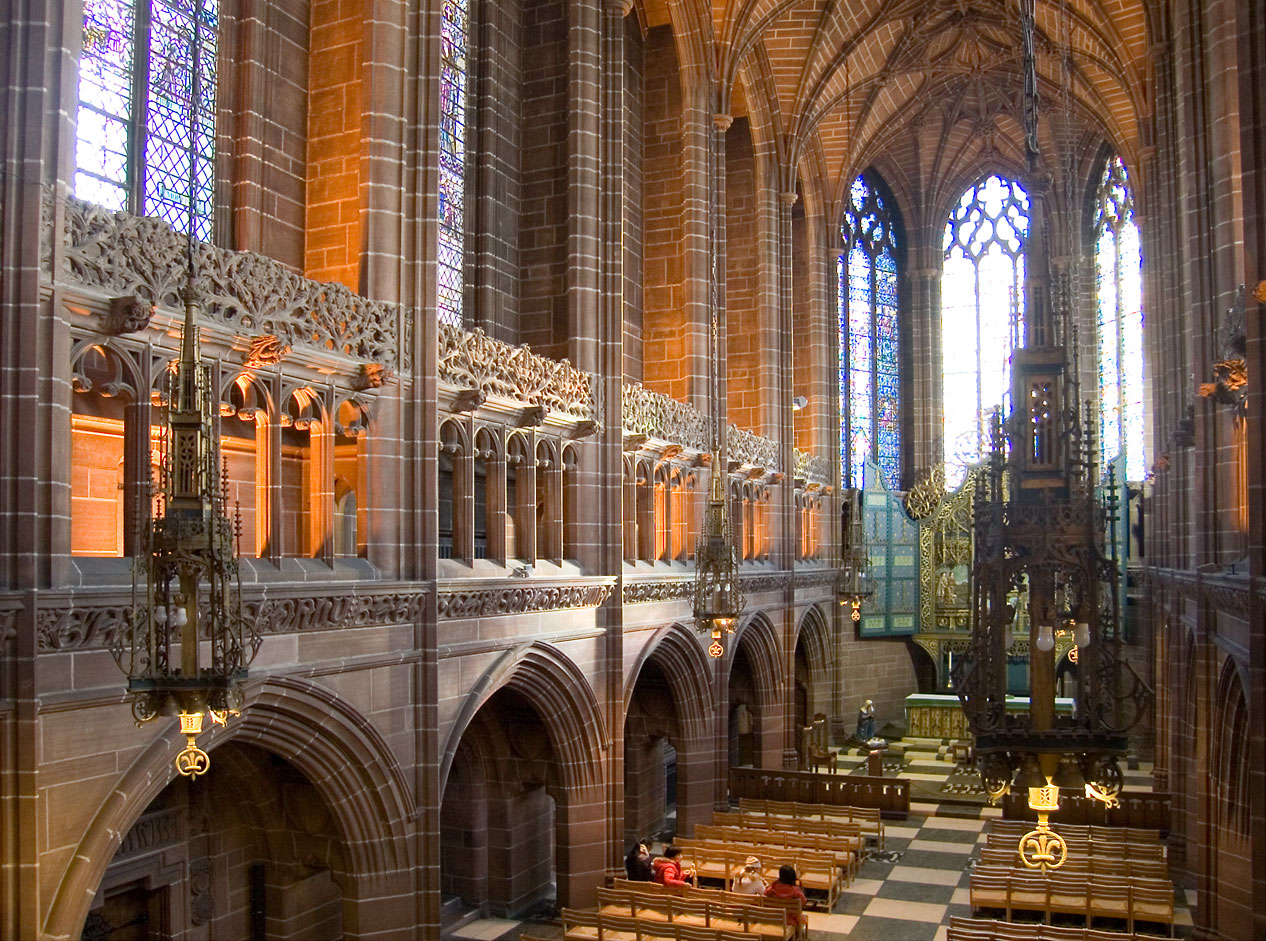
Lady Chapel nella Liverpool Cathedral
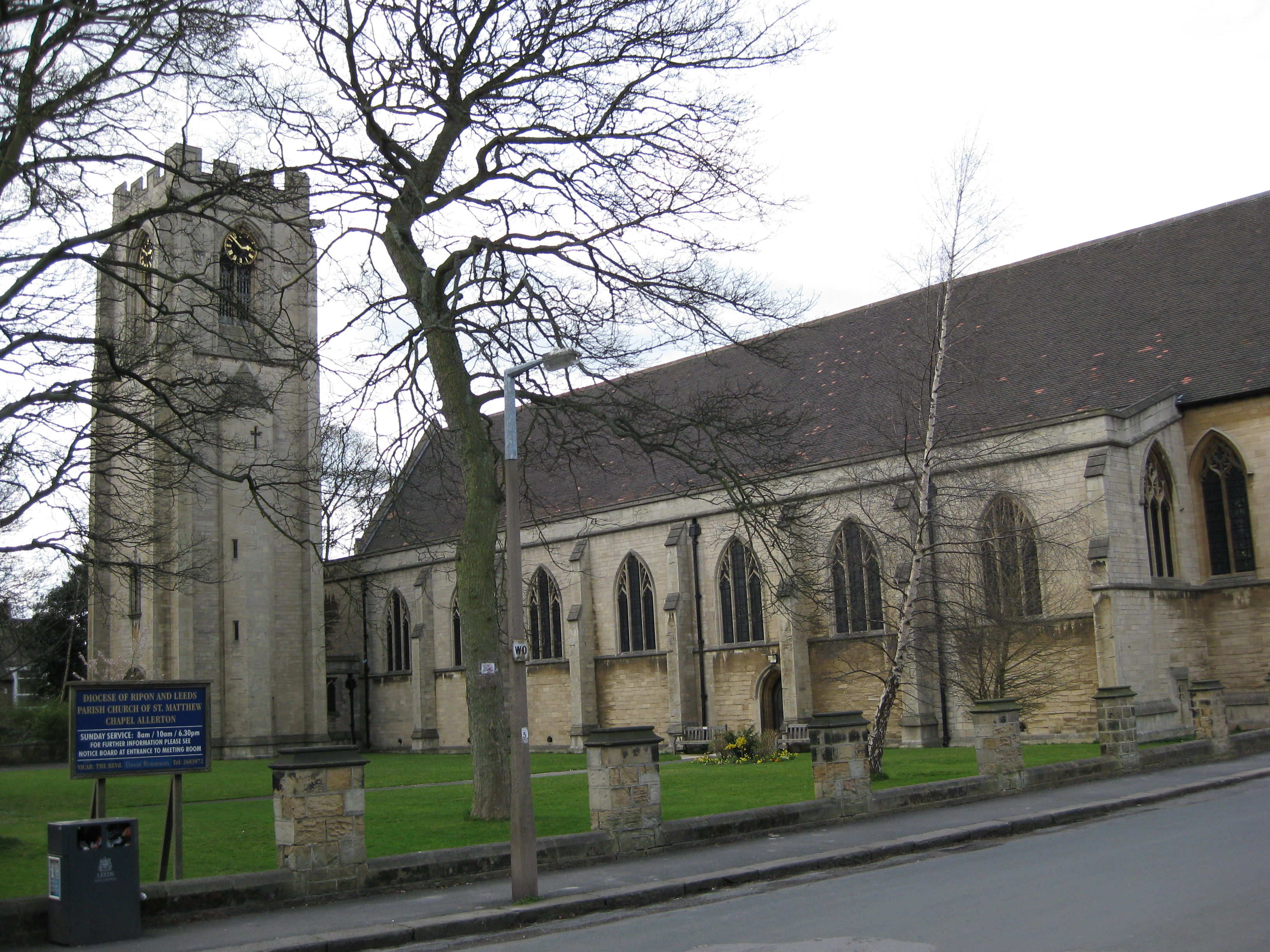
St Matthew's Church, Chapel Allerton, Leeds
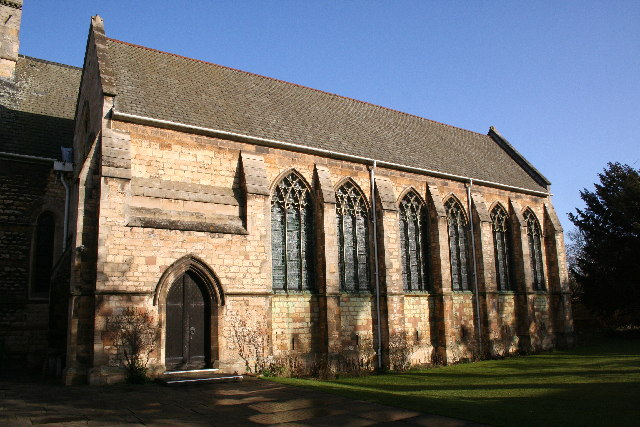
St Peter in Eastgate, Lincoln
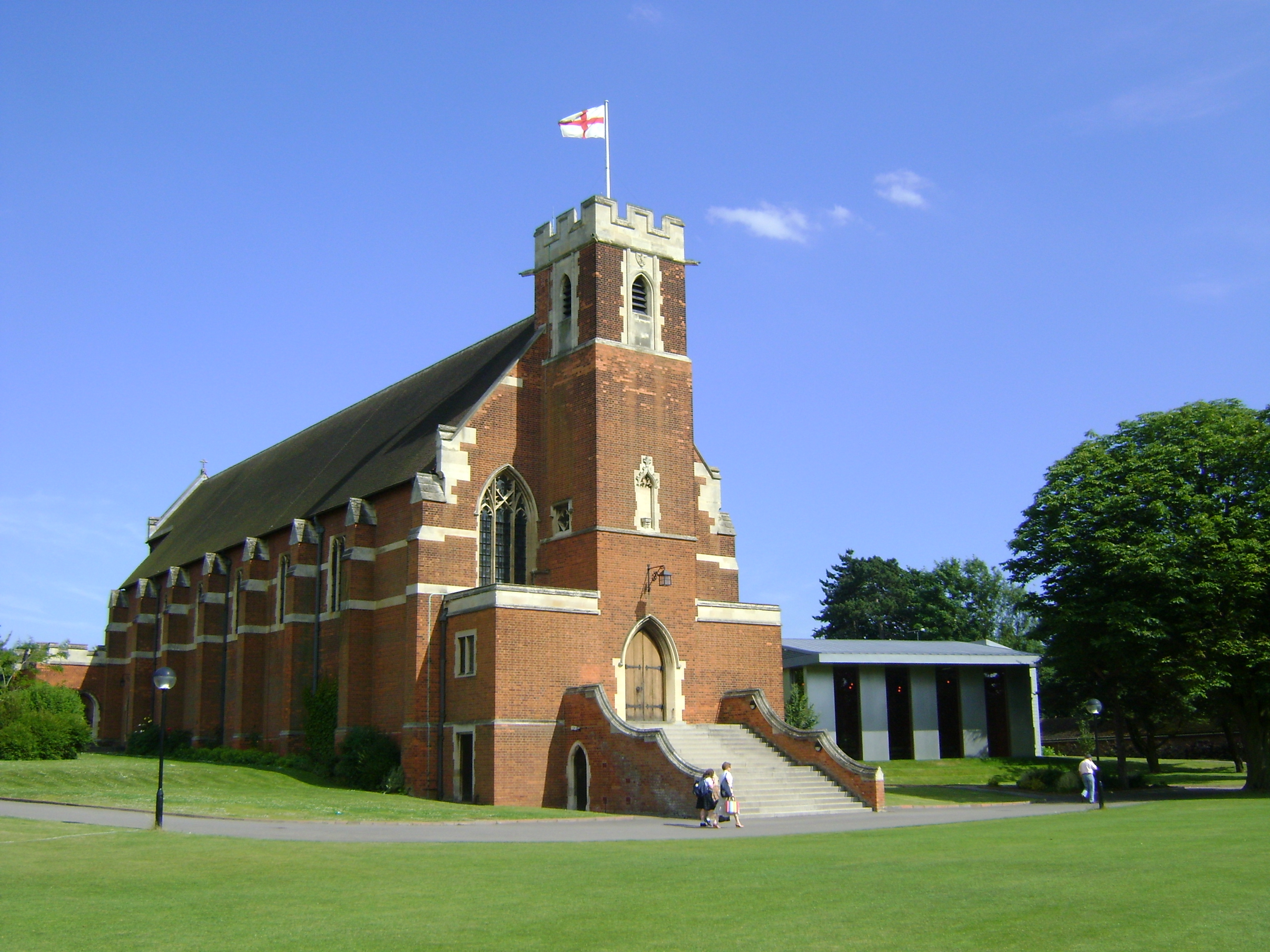
Bedford School Chapel, 1908